# Élection présidentielle dominicaine de 2012
Une élection présidentielle se tient en République dominicaine le 20 mai 2012. La Constitution de la République dominicaine ne permet pas au président de la République sortant, Leonel Fernández, de postuler un troisième mandat. Danilo Medina, du Parti de la libération dominicaine est élu dès le premier tour avec 51,21 % des voix contre Hipólito Mejía.
En application de la nouvelle Constitution proclamée en janvier 2010, cette élection coïncide pour la première fois avec l'élection des députés représentant l'outre-mer, au nombre de sept.

## Contexte
Leonel Fernández, président sortant avec deux mandats et qui avait déjà été au pouvoir de 1996 à 2000, ne peut pas postuler un troisième mandat consécutif. Les deux principaux candidats, Danilo Medina et Hipólito Mejía, s'étaient déjà affrontés lors de l'élection de 2000 qui avait vu la victoire du second. Ce dernier avait recueilli 49,3 % des votes, ce qui ne lui permettait pas, en accord avec la Constitution, de remporter l'élection dès le premier tour. Cependant, avec 23,3 % des suffrages, Danilo Medina avait renoncé à la tenue d'un second tour, comme l'avait fait Joaquín Balaguer, âgé de 84 ans (24,3 %).

## Candidats
Les deux principaux candidats sont Danilo Medina, du Parti de la libération dominicaine, soutenu par une coalition de 14 partis, et Hipólito Mejía, du Parti révolutionnaire dominicain, ancien président de 2000 à 2004. D'autres candidats se présentent à cette élection : Guillermo Moreno (Alianza País), Eduardo Estrella (Dominicanos por el Cambio), Max Puig (Alianza por la Democracia) et Julián Serulle (Frente Amplio).
Danilo Medina a choisi comme vice-présidente Margarita Cedeño, épouse du chef de l'État sortant Leonel Fernández.

Résultats par province de l'élection présidentielle de mai 2012, candidat arrivé en tête
Danilo Medina
Hipólito Mejía

| Candidat                 | Candidat                 | Parti                    | Voix      | %     |
| ------------------------ | ------------------------ | ------------------------ | --------- | ----- |
|                          | Danilo Medina            | PLD et alliés            | 2 323 150 | 51,21 |
|                          | Hipólito Mejía           | PRD et alliés            | 2 129 997 | 46,95 |
|                          | Guillermo Moreno         | ALPAIS                   | 62 290    | 1,37  |
|                          | Eduardo Estrella         | DxC                      | 9 340     | 0,21  |
|                          | Julián Serulle           | FA                       | 6 550     | 0,14  |
|                          | Max Puig                 | APD                      | 5 064     | 0,11  |
|                          |                          |                          |           |       |
| Exprimés                 | Exprimés                 | Exprimés                 | 4 536 391 | 99,33 |
| Blancs et nuls           | Blancs et nuls           | Blancs et nuls           | 30 447    | 0,67  |
| Total des votants        | Total des votants        | Total des votants        | 4 566 838 | 100   |
| Abstentions              | Abstentions              | Abstentions              | 1 936 130 | 29,77 |
| Inscrits / Participation | Inscrits / Participation | Inscrits / Participation | 6 502 968 | 70,23 |

- Danilo Medina
- Hipólito Mejía

## Électeurs
Selon le IXe recensement de la population de la République dominicaine réalisé en 2010, le pays comprend 9,3 millions d'habitants, parmi lesquels 6 502 968 électeurs, selon la Junte central électorale. Ce nombre tient compte des 328 649 électeurs résidant à l'étranger, dans les pays où la participation au scrutin est possible. Ces pays représentent 3,43 % du total des inscrits, avec une progression de 112 % par rapport à 2008. La France et l'Allemagne sont les deux pays les plus récemment incorporés à la liste des pays étrangers. Le nombre total de bureaux de vote s'élève à 14 470 (au sein de 4 215 établissements), dont 605 à l'étranger.
| Âge     | Femmes    | Hommes    | Total     | Pourcentage |
| ------- | --------- | --------- | --------- | ----------- |
| 16-29   | 888 510   | 865 755   | 1 754 265 | 27,0        |
| 30-39   | 747 387   | 727 760   | 1 475 147 | 22,7        |
| 40-49   | 653 423   | 640 059   | 1 293 482 | 19,9        |
| 50 et + | 1 004 744 | 975 330   | 1 980 074 | 30,4        |
| Total   | 3 294 064 | 3 208 904 | 6 502 968 | 100,00      |

| Pays             | Électeurs | %    |
| ---------------- | --------- | ---- |
| États-Unis       | 223 250   | 37,9 |
| Espagne          | 62 670    | 19,1 |
| Petites Antilles | 11 531    | 3,5  |
| Italie           | 9 581     | 2,9  |
| Venezuela        | 5 848     | 1,8  |
| Panama           | 5 439     | 1,6  |
| Suisse           | 4 261     | 1,3  |
| Canada           | 2 697     | 0,8  |
| Pays-Bas         | 2 564     | 0,8  |
| France           | 520       | 0,2  |
| Allemagne        | 288       | 0,1  |

## Députés de l'étranger
Depuis la Constitution de janvier 2010, sept sièges de députés sont attribués aux Dominicains vivant à l'étranger, estimés à plus de 1 400 000. Trois représentent l'Amérique du Nord (Canada et États-Unis, hors Floride et Porto Rico), deux pour l'Europe (Espagne, Italie, Suisse, Pays-Bas, France) et deux pour les Caraïbes et la Floride. Le premier scrutin se déroule en même que l'élection présidentielle, le 20 mai 2012 et présente 98 candidats.

## Sources et références
1. ↑  (en) « Dominican Republic election: Issues and candidates », BBC News,‎ 18 mai 2012 (lire en ligne, consulté le 12 mars 2020)
2. ↑  (es) « Resultados Electorales 2012 », sur Issuu (consulté le 14 décembre 2019).
3. ↑  (es) « El PRD en el Congreso, en el ambiente actual de confrontación », sur Observatorio Político Dominicano, 5 septembre 2012 (consulté le 12 mars 2020)
4. ↑  (es) Yamil Vargas, « Elecciones 2012 Participación electoral y pobreza », sur Observatorio Político Dominicano, 25 mai 2012 (consulté le 12 mars 2020)